# Толыш
«Толыш» (тал. Толыш; буквально «Талыш») — талышская национальная газета, выходившая в городе Санкт-Петербурге в период с 2002 года по 2005 год.
Газета была учреждена Фахраддином Аббасовым в 2002 году в городе Санкт-Петербурге. После вынужденного переезда Ф. Аббасовым из Азербайджана в Россию в связи с гонениями, им было принято решение о выпуске газеты «Толыш».
В газете публиковались многочисленные стихи на талышском языке, рассказы и другие образцы прозы, а также народного фольклора. На страницах газеты, кроме материалов по талышской литературе, культуре и истории, главным образом уделялось внимание проблемам, с которыми сталкивались талыши в Азербайджане, а также их возможным политическим решениям. Газета активно выступала в защиту арестованных по «делу ТМАР». В «Толыше» публиковалось много аналитических (политологических) статей Ф. Аббасова по талышской проблеме и общей общественно-политической ситуации в Азербайджане, например, активно предлагалась федерализация Азербайджана в качестве решения национального вопроса в стране.
У газеты также имелась электронная версия, номера газеты выложены на сайте газеты «Толыш». Финасированием газеты занимались Кахин Абилов и другие активисты талышского национального движения.
«Толыш» прекратила существование после освобождения последнего заключенного по «делу ТМАР» - Альакрама Гумматова, президента Талыш-Муганской Автономной Республики. Всего вышло 29 номеров газеты.